# Jürgen Dahlkamp
Jürgen Dahlkamp (né en 1965 à Stockum, aujourd'hui Werne) est un journaliste allemand et travaille comme reporter pour le magazine d'information Der Spiegel.

## Biographie
Dahlkamp obtient son Abitur à Werne en 1984. De 1985 à 1991, il étudie le journalisme à l' Université technique de Dortmund. Il effectue son stage au journal du diocèse catholique Kirche+Leben (de). Pendant ses études, il travaille comme indépendant pour le Westfälischer Anzeiger (de). En 1992, il devient rédacteur au Frankfurter Allgemeine Zeitung. En 1998, il entre chez Spiegel, pour lequel il travaille d'abord à Stuttgart avant de rejoindre le siège de Hambourg.
Dahlkamp est membre de l'équipe d'investigation de Spiegel jusqu'en juillet 2019 et est coordinateur de la recherche d'investigation avec Jörg Schmitt (de). Après l'annonce de la promotion prévue de Rafael Buschmann (de) à la tête de l'équipe d'enquête, il quitte l'équipe d'enquête et rejoint le département Allemagne,.
Jürgen Dahlkamp est marié et père de trois enfants.

## Prix
- En 1993, Jürgen Dahlkamp reçoit le prix Axel-Springer des jeunes journalistes (de) pour l'article Streichen Sie das Wort „vielleicht“ aus Ihrem Wortschatz dans le Frankfurter Allgemeine Zeitung du 20 octobre 1993[6].

- En 1995, avec Thomas Franke, il reçoit le deuxième prix du Prix de la sentinelle de la presse quotidienne allemande (de)[7] pour avoir enquêté sur de vastes affaires de corruption à Francfort-sur-le-Main et en 1996 le prix Theodor-Wolff pour les journalistes[1],[8].

- Il reçoit plusieurs prix pour son travail au Spiegel[9]. En 2003, il reçoit le prix Phare (de) du réseau de recherche (de) de Hambourg[10]

- En 2006, Dahlkamp et Andrej Batrak sont nommés pour le prix Henri-Nannen du meilleur reportage[11]. Son article dans Der Spiegel traitait des conséquences de la catastrophe aérienne d'Überlingen[12].

- En 2008, Jürgen Dahlkamp, Dinah Deckstein et Jörg Schmitt (de) reçoivent un prix spécial de la Fondation Friedrich-Vogel pour "recherche exceptionnelle" sur leur couverture Die Akte Siemens – Innenansicht eines korrupten Konzerns[13]. Le discours élogieux déclare que l'article a "apporté une contribution importante à l'hygiène de l'économie allemande"[14].

- En 2010, Dahlkamp, avec ses collègues Jörg Schmitt et Gunther Latsch, reçoit le prix Henri Nannen pour la "meilleure réalisation d'enquête ". Il s'applique au rapport en quatre parties Die Middelhoff-Oppenheim-Esch-Connection dans diverses éditions du Spiegel 2009. Le jury salue le « grand travail de recherche » des auteurs, qui « n'a cessé d'apporter de nouvelles révélations au fil des semaines »[15],[16].

- En 2011, le prix Otto-Brenner (de) est décerné à Jürgen Dahlkamp, Gunther Latsch et Jörg Schmitt pour la série d'articles en six parties sur l'affaire HSH Nordbank[1].

- En 2016, Dahlkamp reçoit le prix Nannen en tant que membre d'une équipe Spiegel avec Jörg Schmitt (de), Rafael Buschmann (de), Gunther Latsch, Udo Ludwig (de) et Jens Weinreich (de) dans la catégorie "Meilleure enquête". Le travail pour l'article Sommer, Sonne, Schwarzgeld, qui est publié en octobre 2015, est honoré. Il a pour thème l'attribution présumée achetée de la Coupe du monde 2006 en Allemagne et a notamment conduit à la démission de Wolfgang Niersbach (de) de la présidence de la DFB.